# Schizopathes amplispina
Schizopathes amplispina is een Antipathariasoort uit de familie van de Schizopathidae. De wetenschappelijke naam van de soort is voor het eerst geldig gepubliceerd in 1997 door Opresko.